# KV–1
A KV–1 (KV – Kliment Vorosilov) szovjet nehéz harckocsi a második világháború időszakából. 1940 márciusa és 1942 augusztusa között gyártották. A KV–2 megjelenéséig a típusjelben nem volt sorszám, csak a KV típusjelet használták. A szovjet–finn téli háborúban és a második világháborúban alkalmazta a Vörös Hadsereg.

## Története
A Vörös Hadsereg már az 1930-as évek elején csapatszolgálatba kívánt állítani egy korszerű nehézpáncélost, de az ez időben zajló harckocsik programja kudarcba fulladt. A T–35, és a több toronnyal ellátott T–28 és SZMK harckocsik nem tudták teljesíteni a korszerű hadászati elvárásokat, így kénytelenek voltak félredobni a több toronnyal felszerelt, nehéz és lassú „cammogó erődök” koncepcióját, és újjá kellett tervezniük ezt a fegyvernemet. Ezért T-34-es közepes harckocsi tervezésével párhuzamosan megkezdték a KV típusjelű (Kliment Vorosilov) nehézharckocsi-sorozat kifejlesztését. Valójában a KV-1 egy toronnyal felszerelt SZMK volt. A Szovjetunió megtámadásakor még kevés példány állt hadrendben, a gyártás csúcspontja már a háború idejére esik. 1943 után fokozatosan a KV–85 modell váltotta fel.

## Felépítés

### Páncéltest
A T–34-eshez hasonlóan ezt a modellt is egy toronnyal látták el, a teste vastag, döntött lemezekből készült. A 90 mm-es homloklemezt, a tornyot és a lánctalp feletti oldalt a németek a Barbarossa hadművelet idején saját harckocsijaik lövegeivel nem tudták átütni, ezért a KV–1 azon kevés szovjet eszközök közé tartozott, amelyek sikerrel vették fel a harcot a német páncélosokkal. A KV–1-et csak a zuhanóbombázók és a FlaK 36-os légvédelmi lövegek voltak képesek leküzdeni. A helyzeten kissé változtatott, amikor a frissen rendszerbe állított PaK 40-es, 7,5 cm-es vontatott löveg 1941 novemberében megérkezett a keleti frontra.

### Fegyverzet
Az első sorozat fegyverzete nem volt elegendő a megerősített állások áttörésére, ezért új toronnyal és fegyverzettel látták el.

## Alkalmazás
A kis sebesség miatt manőverező képessége gyenge, ezért nyílt ütközetekben – ahol a német páncélosok könnyen megkerülhették – ritkán vetették be. Legnagyobb sikereit beásott védelemben aratta.

## Változatai

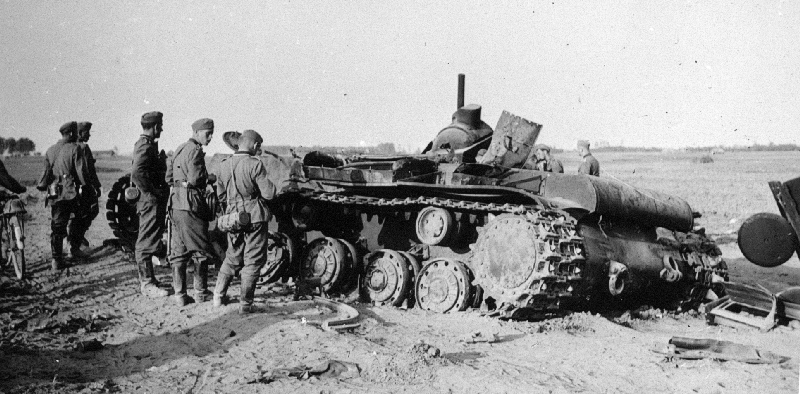
Kilőtt KV–1 Kaunas mellett

- KV–1SZ: A KV–1 1941 folyamán egyre erősebben páncélozott, ezért egyre nehezebb lett. 1942-re már nem tudták a T–34-esekkel együtt bevetni, mert a mozgékonysága jóval alulmaradt a kívánatosnál. Ezért a gyártás utolsó fázisában könnyítettek rajta, vékonyabb páncélzattal szerelték fel. Ezeket KV–1SZ néven alkalmazták. Az SZ rövidítés az orosz szkorosztnoj (= gyors) szóra utal.
- KV–2: A tornyot és a főfegyverzetet lecserélték. A KV–2 azonban magas építése és a torony magas, függőleges oldalfalai miatt sokkal sebezhetőbb volt.
- KV–85: Lényegében a KV–1-es utódjaként készült el, annak tervei alapján. A tornyát már a T–34 változatainak (T–34/85) tapasztalatai alapján tervezték meg és 85 mm-es löveggel szerelték fel.
- KV–1 ZiSZ–5: A KV-1 ZiSZ-5 löveggel felszerelt változata.
- KV–1B: A KV-1 ZiSZ-5 német változata.
- KV–1E: A KV-1 továbbfejlesztett változata, megnövelt homlokpáncélzattal, és frontális páncélzattal.
- KV–220: KV-1 altípus, jelentősen megnövelt páncélzattal és új ZiS-50-es ágyúval felszerelve.
- KV–1 L–11: A KV-1-es tank egy L-11 ágyúval felszerelve. Az egyik leghasználtabb típus volt.

## Galéria

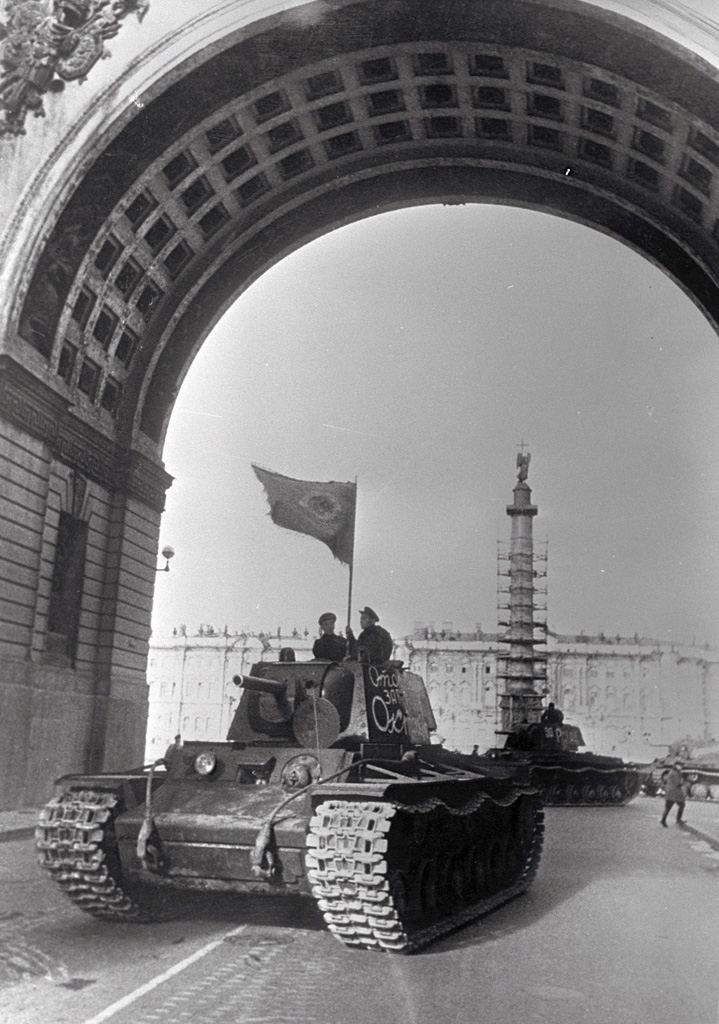
KV-1 Tankok A leningrádi Palota térnél 1942 májusában.
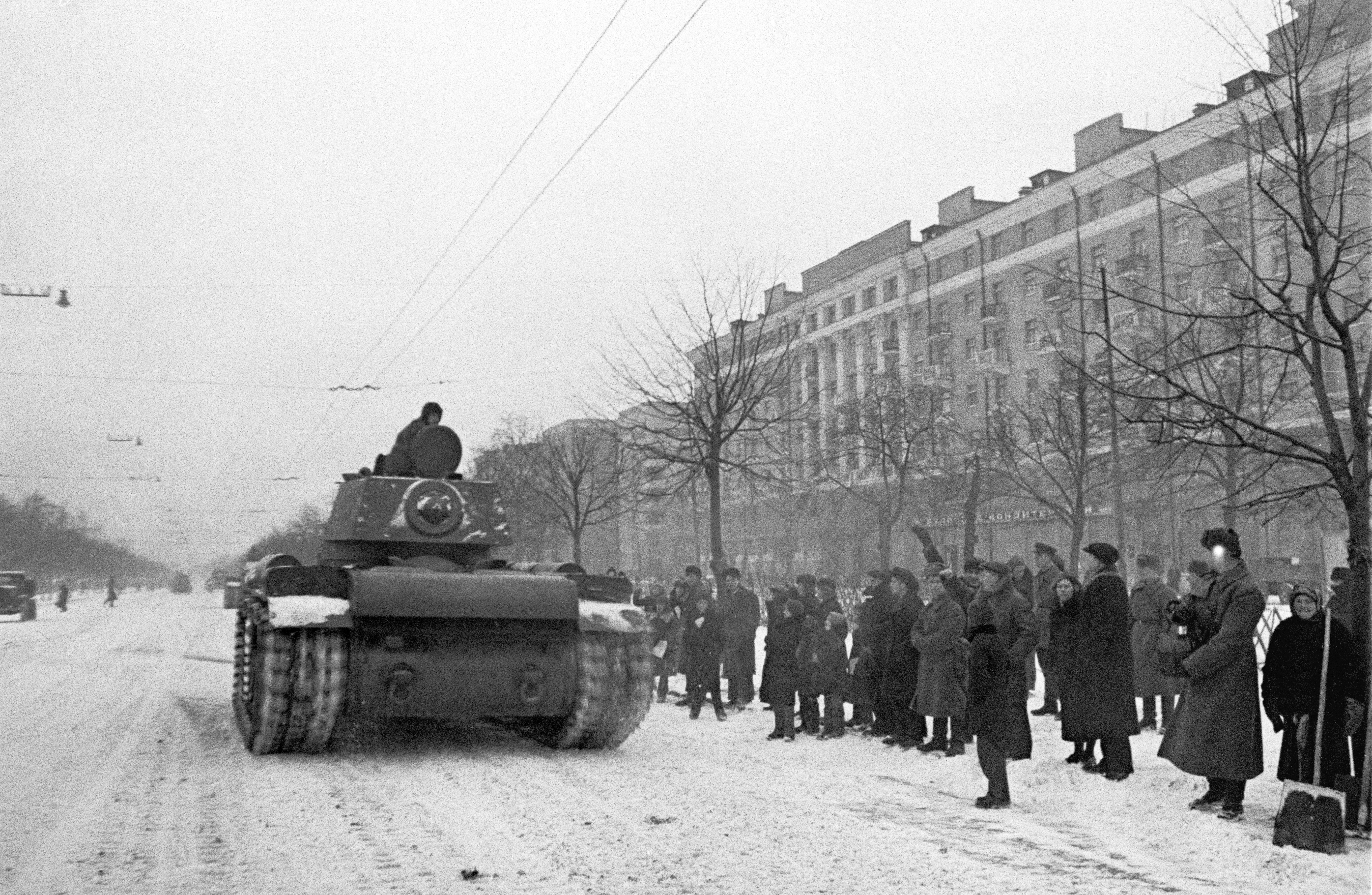
Az 1941-es Vörös téri felvonulás után a szovjet csapatok a frontvonalra mentek harcolni.
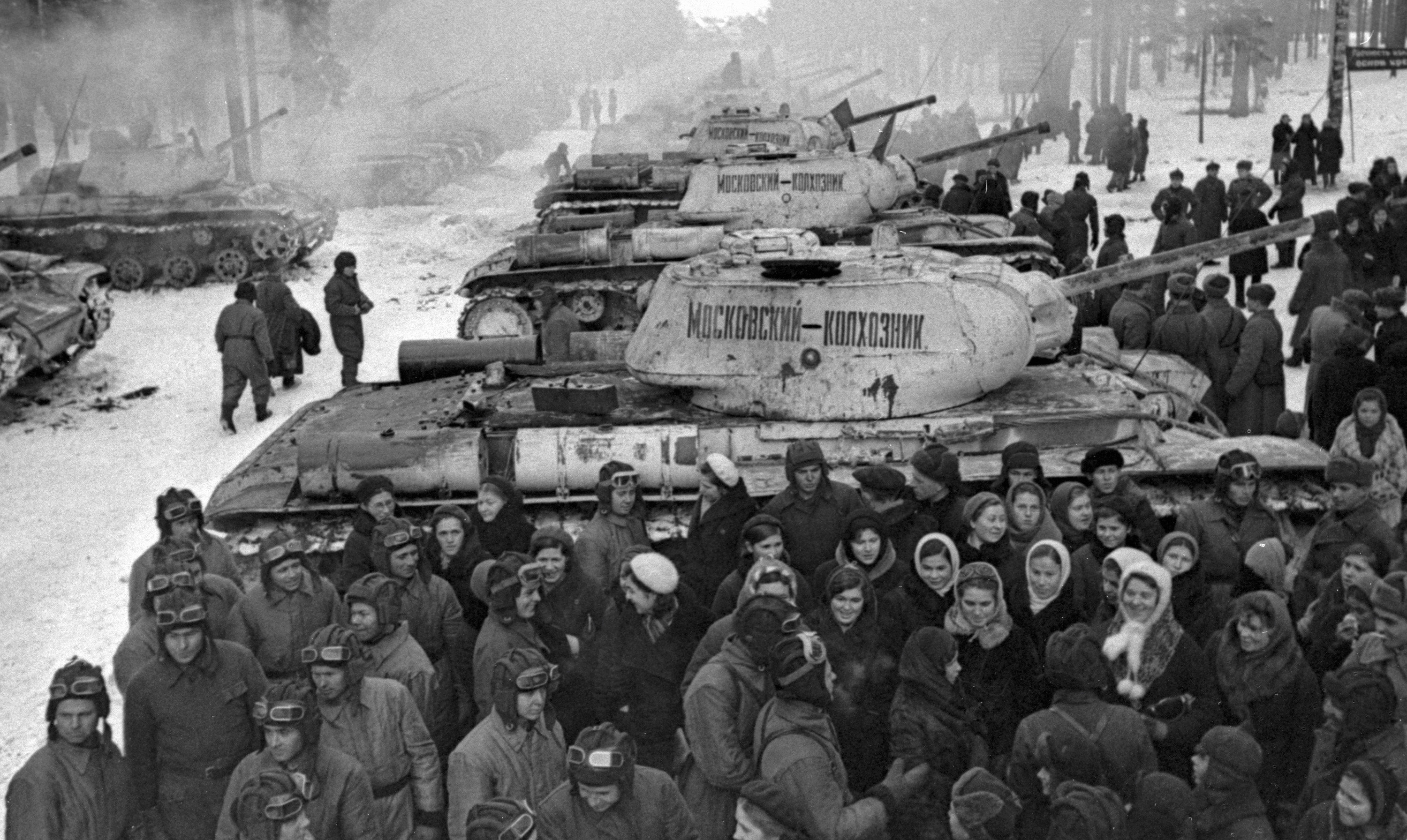
A Moszkvai területi kolhoztagok a pénzükből gyártott KV1-es harckocsikat adnak át a szovjet katonáknak 1942 decemberében.
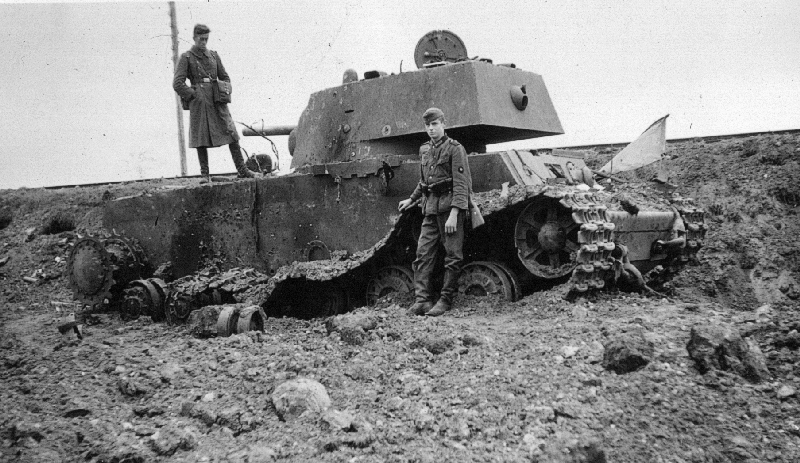
Elpusztult KV-1 a Barbarossa hadművelet első napjaiban, Kaunas közelében 1941 júniusában.
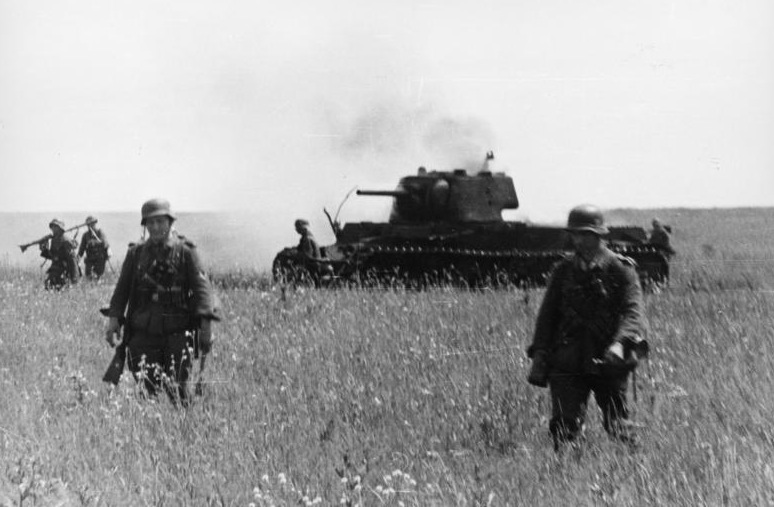
Német gyalogság halad el egy kilőtt KV-1-es mellett a kurszki csata során.
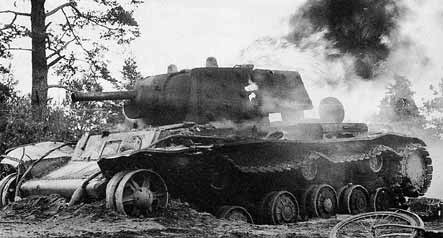
Megsemmisített KV-1 Olonyecnél 1941 szeptemberében.

## Lásd még
- Panzerkampfwagen VI
- Black Prince
- 5-ös típusú közepes harckocsi